# Hemsbach (Alsenz)
Der Hemsbach ist ein 4,5 km langer Bach und ein rechter Zufluss der Alsenz in der Ortsgemeinde Neuhemsbach im Landkreis Kaiserslautern (Rheinland-Pfalz).

## Verlauf
Der Bach entspringt nordöstlich des Kernorts von Neuhemsbach und südlich der Landesstraße 394. Er fließt von dort weitgehend in westlicher Richtung durch das Gemeindegebiet von Neuhemsbach und nimmt im Kernort von links den Billesbach auf. Von dort aus verläuft er südlich parallel zur Landesstraße 393 und passiert dabei unter anderem den Wohnplatz Heinzental. Westlich des Ortsteils Bahnhof Neuhemsbach mündet er von rechts in die Alsenz, einen rechten Nebenfluss der Nahe.

## Bauwerke
Am Hemsbach steht die inzwischen außer Betrieb gesetzte Hammermühle.